# Arthur Ross (hockey sur glace)
Pour les articles homonymes, voir Arthur Ross et Ross.
Temple de la renommée : 1949
Arthur Howey Ross, dit Art Ross, (né le 13 janvier 1885 à Naughton en Ontario au Canada — mort le 5 août 1964 à Medford aux États-Unis) est un joueur professionnel et entraîneur canadien de hockey sur glace,. Il fait ses débuts dans la Canadian Amateur Hockey League pour l'équipe de l'Académie de Westmount en 1902 aux côtés de Frank et de Lester Patrick. Cinq ans plus tard, il remporte la Coupe Stanley avec les Thistles de Kenora contre l'équipe des Wanderers de Montréal.
Après avoir été pendant treize ans joueur de ces mêmes Wanderers, il devient le premier entraîneur officiellement engagé par une équipe professionnelle américaine en signant pour les Bruins de Boston. Il dirige cette équipe lors de dix saisons de la Ligue nationale de hockey, remportant avec eux trois coupes Stanley (1929, 1939, 1941). Il se retire en 1942 mais demeure auprès de l'équipe comme directeur général et ce, jusqu'en 1954. Il est élu au Temple de la renommée du hockey le 3 décembre 1949,. Un trophée de la ligue porte son nom : le trophée Art-Ross, trophée remis chaque année depuis 1948 au meilleur pointeur de chaque saison. À la suite de son décès le 5 août 1964 à Medford aux États-Unis, le trophée change de nom officiel et devient le Art Ross Memorial Trophy.

## Biographie

### Son enfance
Ross est né le 13 janvier 1885 à Naughton en Ontario ; son père, Thomas Barnston Ross, est le directeur de la division de la traite des fourrures pour la Compagnie de la Baie d'Hudson. Arthur est le neuvième d'une fratrie de dix enfants et il grandit en parlant anglais mais également l'ojibwé,. Il apprend à patiner comme de nombreux enfants de son époque, sur les eaux gelées de la baie de Whitefish, une partie du Lac Supérieur ; ses premiers patins sont uniquement constitués de lames fixées sur ses chaussures. Il rejoint l'agglomération de Montréal à l'âge de 12 ans. Quatre ans plus tard, il excelle dans tous les sports qu'il pratique : hockey, baseball, rugby, golf, boxe et il est même le capitaine de son équipe au basket-ball. En outre, il joue à la crosse et reçoit même un trophée en étant le meilleur tireur du Québec. C'est à cette époque qu'il fait la connaissance des frères Patrick, Lester et Frank, tous deux futurs membres du temple de la renommée et acteurs essentiels du monde du hockey. Ross et Lester gagnent de l'argent en achetant des billets pour l'Aréna de Montréal trente-trois cents et en les revendant près d'un dollar.

### 1905–1909

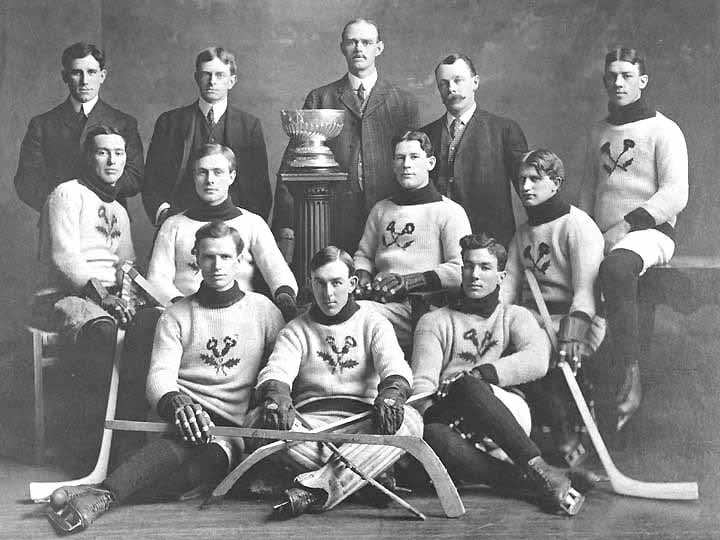
Les Thistles de Kenora posent avec la Coupe Stanley en janvier 1907. Ross est au premier rang, tout à droite.

Ross et les frères Patrick sont parmi les meilleurs de leur classe lors des études et il arrive même qu'ils soient conviés par des équipes de Montréal en tant que renfort. Ross rejoint pour la première fois une équipe d'un championnat officiel en 1905 en s'engageant avec l'équipe de Montreal Westmount dans la Canadian Amateur Hockey League, la meilleure ligue de hockey du Canada ; au cours des huit rencontres de la saison 1905 de la ligue, il inscrit un total de dix buts ; il acquiert rapidement la réputation d'un des meilleurs défenseurs de la ligue.
Au cours de la même année, il entame une carrière dans la banque et quitte ainsi Montréal pour aller vivre à Brandon dans le Manitoba. Il rejoint les Elks de Brandon qui évoluent dans la Manitoba Hockey Association. Il joue sa première saison avec sa nouvelle équipe au poste de défenseur en 1906 et inscrit alors six buts en sept rencontres. Les Thistles de Kenora, champions de la MHA, souhaitent renforcer leur équipe pour jeter un défi aux champions de la Coupe Stanley, les Wanderers de Montréal, au mois de janvier 1907. Ils offrent mille dollars à Ross pour jouer les deux rencontres avec eux et finalement, les joueurs de Kenora gagnent les deux rencontres 4-2 et 8-6. D'un point de vue personnel, Ross n'inscrit pas de but lors des deux rencontres mais contribue tout de même à la victoire des siens. L'équipe de Montréal prend mal la défaite et argumentant que Ross n'est pas un joueur régulier de l'équipe, ils demandent que le match soit rejoué. Finalement, les deux équipes se rencontrent une nouvelle fois deux mois plus tard et Kenora rend la Coupe Stanley à Montréal alors que Ross ne fait plus partie de l'effectif.
Pour la saison 1907-1908, Ross décide de revenir à Montréal et il s'engage avec les Wanderers de l'Eastern Canada Amateur Hockey Association. La saison dure trois mois, de décembre 1907 à janvier 1908, et Ross inscrit huit buts au cours des dix rencontres. Le 2 janvier 1908, un match de bienfaisance est organisé par l'ECAHA afin de venir en aide à la famille de Hod Stuart, champion en mars 1907 avec les Wanderers mais mort en plongeant dans un lac en juin 1907 ; il s'agit du premier match de la sorte organisé dans un sport. Environ 3 800 spectateurs assistent au Hod Stuart Memorial Game. Les Wanderers, étant habitués à jouer ensemble, battent l'équipe d'étoiles sur le score de 10-7 après avoir mené 7-1 en première période.
Avec huit victoires en dix rencontres, l'équipe de Wanderers est la meilleure équipe de la saison. Au cours de celle-ci, les Wanderers remportent trois défis lancés par des équipes adverses : les Victorias d'Ottawa de la ligue fédérale amateur de hockey, puis les Maple Leafs de Winnipeg de la MHA et enfin les Trolley Leaguers de Toronto de l'Ontario Professional Hockey League. Il devient ainsi le deuxième joueur de l'histoire à remporter la Coupe avec deux équipes différentes deux années de suite, le premier étant Jack Marshall en 1901 et 1902.

### Vie privée
Art Ross se maria à Muriel Kay, à Montréal, le 14 avril 1915. Ils eurent deux fils, Art Jr. et John, qui tous les deux servirent l'Aviation royale du Canada durant la Seconde Guerre mondiale. Art Jr. eut trois enfants: Art III, Victoria et la cadette Valerie. Le soir du 21 avril 1938, pendant un banquet donné en son honneur avec quelque 500 invités, Art reçoit ses papiers de citoyenneté américaine. Muriel décéda en 1953 à l'âge de 67 ans. En 1959, Art Jr. et sa femme, Bunnie, divorcèrent en raison de fréquentes scènes de ménage. Plusieurs années après, Art Jr. se remaria et eut une autre fille, MacKenzie. En ce qui a trait à Art, il eut des problèmes avec sa vue et sa santé se détériora rapidement vers 1962. Il dut ainsi s'en aller demeurer dans une maison de soins de santé. Son fils John, qui était marié mais n'avait pas d'enfants, est celui qui s'occupa de lui principalement et ce jusqu'à sa mort, le 5 août 1964. Les services funéraires eurent lieu à Boston et ensuite à Montréal, où ses restes furent placés à côté de ceux de sa défunte épouse Muriel au cimetière Mont-Royal,.

## Statistiques

### Statistiques de joueur
| Saison    | Équipe                 | Ligue  |    | Saison régulière | Saison régulière | Saison régulière | Saison régulière | Saison régulière |   | Séries éliminatoires | Séries éliminatoires | Séries éliminatoires | Séries éliminatoires | Séries éliminatoires |
| Saison    | Équipe                 | Ligue  | PJ | B                | A                | Pts              | Pun              | PJ               | B | A                    | Pts                  | Pun                  |                      |                      |
| 1902-1903 | Académie de Westmount  |        |    |                  |                  |                  |                  |                  |   |                      |                      |                      |                      |                      |
| 1903      | Merchants de Montréal  | CAHL   |    |                  |                  |                  |                  |                  |   |                      |                      |                      |                      |                      |
| 1904      | Merchants de Montréal  | CAHL   |    |                  |                  |                  |                  |                  |   |                      |                      |                      |                      |                      |
| 1905      | Merchants de Montréal  | CAHL   | 8  | 10               | 0                | 10               |                  |                  |   |                      |                      |                      |                      |                      |
| 1906      | Elks de Brandon        | MHA    | 7  | 6                | 0                | 6                |                  |                  |   |                      |                      |                      |                      |                      |
| 1907      | Thistles de Kenora     | MHA    |    |                  |                  |                  |                  | 2                | 0 | 0                    | 0                    | 10                   |                      |                      |
| 1907      | Elks de Brandon        | MHA    | 10 | 6                | 3                | 9                | 11               | 2                | 1 | 0                    | 1                    | 3                    |                      |                      |
| 1907-1908 | Wanderers de Montréal  | ECAHA  | 10 | 8                | 0                | 8                | 27               | 5                | 3 | 0                    | 3                    | 23                   |                      |                      |
| 1907-1908 | Pembroke Lumber Kings  | UOVHL  | 1  | 5                | 0                | 5                |                  |                  |   |                      |                      |                      |                      |                      |
| 1908-1909 | Wanderers de Montréal  | ECHA   | 9  | 2                | 0                | 2                | 30               | 2                | 0 | 0                    | 0                    | 13                   |                      |                      |
| 1908-1909 | Wanderers de Montréal  | NYSHL  | 2  | 2                | 0                | 2                | 3                |                  |   |                      |                      |                      |                      |                      |
| 1908-1909 | Silver Kings de Cobalt | TPHL   |    |                  |                  |                  |                  | 2                | 1 | 0                    | 1                    | 0                    |                      |                      |
| 1909-1910 | All-Montreal           | ACH    | 4  | 4                | 0                | 4                | 3                |                  |   |                      |                      |                      |                      |                      |
| 1910      | Comets de Haileybury   | ANH    | 12 | 6                | 0                | 6                | 25               |                  |   |                      |                      |                      |                      |                      |
| 1910-1911 | Wanderers de Montréal  | ANH    | 11 | 4                | 0                | 4                | 24               |                  |   |                      |                      |                      |                      |                      |
| 1911-1912 | Wanderers de Montréal  | ANH    | 18 | 16               | 0                | 16               | 35               |                  |   |                      |                      |                      |                      |                      |
| 1911-1912 | Sélection de l'ANH     | Exhib. | 3  | 4                | 0                | 4                | 0                |                  |   |                      |                      |                      |                      |                      |
| 1912-1913 | Wanderers de Montréal  | ANH    | 19 | 11               | 0                | 11               | 58               |                  |   |                      |                      |                      |                      |                      |
| 1913-1914 | Wanderers de Montréal  | ANH    | 18 | 4                | 5                | 9                | 74               |                  |   |                      |                      |                      |                      |                      |
| 1914-1915 | Sénateurs d'Ottawa     | ANH    | 16 | 3                | 1                | 4                | 55               | 5                | 2 | 0                    | 2                    | 0                    |                      |                      |
| 1915-1916 | Sénateurs d'Ottawa     | ANH    | 21 | 8                | 8                | 16               | 69               |                  |   |                      |                      |                      |                      |                      |
| 1916-1917 | Wanderers de Montréal  | ANH    | 16 | 6                | 2                | 8                | 66               |                  |   |                      |                      |                      |                      |                      |
| 1917-1918 | Wanderers de Montréal  | LNH    | 3  | 1                | 0                | 1                | 12               |                  |   |                      |                      |                      |                      |                      |

### Statistiques d'entraîneur dans la LNH
| Saison             | Équipe                |     | Saison régulière | Saison régulière | Saison régulière | Saison régulière | Saison régulière | Saison régulière |    | Séries éliminatoires | Séries éliminatoires | Séries éliminatoires | Séries éliminatoires                               | Séries éliminatoires | Séries éliminatoires | Séries éliminatoires |
| Saison             | Équipe                | PJ  | V                | D                | N                | Pts              | Classement       | PJ               | V  | D                    | N                    | %V                   | Commentaire                                        |                      |                      |                      |
| 1917-1918          | Wanderers de Montréal | 6   | 1                | 5                | 0                | 2                | Quatrième        |                  |    |                      |                      |                      |                                                    |                      |                      |                      |
| 1922-1923          | Tigers de Hamilton    | 24  | 6                | 18               | 0                | 12               | Quatrième        |                  |    |                      |                      |                      |                                                    |                      |                      |                      |
| 1924-1925          | Bruins de Boston      | 30  | 6                | 24               | 0                | 12               | Sixième          |                  |    |                      |                      |                      |                                                    |                      |                      |                      |
| 1925-1926          | Bruins de Boston      | 36  | 17               | 15               | 4                | 38               | Quatrième        |                  |    |                      |                      |                      |                                                    |                      |                      |                      |
| 1926-1927          | Bruins de Boston      | 44  | 21               | 20               | 3                | 45               | Deuxième         | 8                | 2  | 2                    | 4                    | 50 %                 |                                                    |                      |                      |                      |
| 1927-1928          | Bruins de Boston      | 44  | 20               | 13               | 11               | 51               | Premier          | 2                | 0  | 1                    | 1                    | 25 %                 |                                                    |                      |                      |                      |
| 1928-1929          | Bruins de Boston      | 44  | 26               | 13               | 5                | 57               | Premier          | 5                | 5  | 0                    | 0                    | 100 %                | Première coupe Stanley                             |                      |                      |                      |
| 1929-1930          | Bruins de Boston      | 44  | 38               | 5                | 1                | 77               | Premier          | 6                | 3  | 3                    | 0                    | 50 %                 |                                                    |                      |                      |                      |
| 1930-1931          | Bruins de Boston      | 44  | 28               | 10               | 6                | 62               | Premier          | 5                | 2  | 3                    | 0                    | 40 %                 |                                                    |                      |                      |                      |
| 1931-1932          | Bruins de Boston      | 48  | 15               | 21               | 12               | 42               | Quatrième        |                  |    |                      |                      |                      |                                                    |                      |                      |                      |
| 1932-1933          | Bruins de Boston      | 48  | 25               | 15               | 8                | 58               | Premier          | 5                | 2  | 3                    | 0                    | 40 %                 |                                                    |                      |                      |                      |
| 1933-1934          | Bruins de Boston      | 48  | 18               | 25               | 5                | 41               | Quatrième        |                  |    |                      |                      |                      |                                                    |                      |                      |                      |
| 1936-1937          | Bruins de Boston      | 48  | 23               | 18               | 7                | 53               | Deuxième         | 3                | 1  | 2                    | 0                    | 33,3 %               |                                                    |                      |                      |                      |
| 1937-1938          | Bruins de Boston      | 48  | 30               | 11               | 7                | 67               | Premier          | 3                | 0  | 3                    | 0                    | 0 %                  |                                                    |                      |                      |                      |
| 1938-1939          | Bruins de Boston      | 48  | 36               | 10               | 2                | 74               | Premier          | 12               | 8  | 4                    | 0                    | 66,7 %               | Deuxième coupe Stanley                             |                      |                      |                      |
| 1941-1942          | Bruins de Boston      | 48  | 25               | 17               | 6                | 56               | Troisième        | 5                | 2  | 3                    | 0                    | 40 %                 |                                                    |                      |                      |                      |
| 1942-1943          | Bruins de Boston      | 50  | 24               | 17               | 9                | 57               | Deuxième         | 9                | 4  | 5                    | 0                    | 44,4 %               |                                                    |                      |                      |                      |
| 1943-1944          | Bruins de Boston      | 50  | 19               | 26               | 5                | 43               | Cinquième        |                  |    |                      |                      |                      |                                                    |                      |                      |                      |
| 1944-1945          | Bruins de Boston      | 50  | 16               | 30               | 4                | 36               | Quatrième        | 7                | 3  | 4                    | 0                    | 42,9 %               |                                                    |                      |                      |                      |
| Totaux dans la LNH | Totaux dans la LNH    | 802 | 394              | 313              | 95               | 883              |                  | 70               | 32 | 33                   | 5                    | 49,3 %               | 12 qualifications pour les séries 2 coupes Stanley |                      |                      |                      |

## Trophées et honneurs personnels
- Janvier 1907 : Coupe Stanley avec les Thistles de Kenora
- Janvier et mars 1908 : Coupe Stanley avec les Wanderers de Montréal
- 1937-1938 : sélectionné en tant qu'entraîneur de la seconde équipe d'étoiles de la LNH
- 1938-1939 : entraîneur de la première équipe d'étoiles de la LNH
- 1942-1943 : entraîneur de la seconde équipe d'étoiles de la LNH
- 1983-1984 : trophée Lester-Patrick avec John Ziegler